# Bert Van Lerberghe
Bert Van Lerberghe (ur. 29 września 1992 w Kortrijk) – belgijski kolarz szosowy i górski.
Van Lerberghe jest medalistą mistrzostw Belgii w kolarstwie górskim.

## Osiągnięcia

### Kolarstwo szosowe
Opracowano na podstawie:<refBert Van Lerberghe – Profil na ProCyclingStats (ang.)</ref>

2009
- 1. miejsce na 4. etapie Sint-Martinusprijs

2010
- 1. miejsce w prologu Sint-Martinusprijs
- 2. miejsce w Ronde van Vlaanderen juniorów

2012
- 1. miejsce w klasyfikacji młodzieżowej Tour du Loir-et-Cher

2014
- 2. miejsce w Grand Prix Criquielion
- 2. miejsce w mistrzostwach Belgii U23 (start wspólny)

2016
- 2. miejsce w De Kustpijl

2017
- 3. miejsce w Paryż-Troyes
- 2. miejsce w Ronde van Overijssel
- 2. miejsce w Omloop Eurometropool

## Rankingi

### Kolarstwo szosowe
| Rok             | 2012 | 2013  | 2014 | 2015 | 2016 | 2017 | 2018 | 2019  | 2020 | 2021 | 2022 | 2023 | 2024  |
| --------------- | ---- | ----- | ---- | ---- | ---- | ---- | ---- | ----- | ---- | ---- | ---- | ---- | ----- |
| World Ranking   |      |       |      |      | 211. | 126. | 443. | 2023. | 316. | 380. | 365. | 570. | 1840. |
| UCI Europe Tour | 499. | 1129. | 361. | 189. | 94.  | 53.  | 655. | 1323. | 261. | 313. | 293. | -    | -     |
| UCI Asia Tour   | -    | -     | -    | -    | -    | -    | 630. |       |      |      |      |      |       |
|                 |      |       |      |      |      |      |      |       |      |      |      |      |       |
| Źródło: UCI     |      |       |      |      |      |      |      |       |      |      |      |      |       |